# Petr Kop
Petr Kop (Prága, 1937. február 15. – Prága, 2017. január 27.) olimpiai ezüst- és bronzérmes csehszlovák válogatott cseh röplabdázó.

## Pályafutása
Az 1962-es szovjetunióbeli világbajnokságon és az 1964-es tokiói olimpián ezüstérmes lett a válogatottal. Az 1966-os hazai rendezésű világbajnokságon sikerült megszereznie az aranyérmet az együttessel. A következő évben a törökországi Európa-bajnokságon ezüst-, majd az 1968-as mexikóvárosi olimpián bronzérmes lett a csapattal.

## Sikerei, díjai
- Olimpiai játékok
  - ezüstérmes: 1964, Tokió
  - bronzérmes: 1968, Mexikóváros
- Világbajnokság
  - aranyérmes: 1966, Csehszlovákia
  - ezüstérmes: 1962, Szovjetunió
- Európa-bajnokság
  - ezüstérmes: 1967, Törökország